# Hogna antelucana
Hogna antelucana là một loài nhện trong họ Lycosidae.
Loài này thuộc chi Hogna. Hogna antelucana được M. E. Montgomery miêu tả năm 1904.